# Aleksis Rannit
Aleksis Rannit (ursprünglich Aleksei Dolgošev, * 1. Oktoberjul. / 14. Oktober 1914greg. in Kallaste; † 5. Januar 1985 in New Haven, Connecticut) war ein estnischer Dichter, Literaturwissenschaftler und Kunsthistoriker.

## Leben
Rannit verbrachte seine frühe Kindheit in Sankt Petersburg und kehrte 1921 nach Estland zurück. Er besuchte das Hugo-Treffner-Gymnasium in Tartu und immatrikulierte sich später an der Universität Tartu. Von 1940 bis 1944 lebte er in Litauen und studierte in Kaunas und Vilnius u. a. Kunstgeschichte und russische Literatur.
Ab 1944 lebte Rannit in Deutschland, wo er von 1947 bis 1949 an der Albert-Ludwigs-Universität Freiburg sein Studium fortsetzte. Nach Aufenthalten in Frankreich, Italien und Österreich übersiedelte er 1953 in die USA und studierte von 1953 bis 1956 an der Columbia University in New York. Anschließend arbeitete er als Kunsthistoriker und Bibliothekar, u. a. in der New York Public Library. Von 1961 an war er Dozent am Institut für Slawistik und osteuropäische Sprachen der Universität von Yale.

## Werk
Rannit debütierte Mitte der 1930er-Jahre, wobei er in der Erinnerung der zeitgenössischen Dichterin Kersti Merilaas allerdings auch fremde Gedichte (von Jaan Kärner) als seine eigenen vortrug. Sein erster Gedichtband erschien 1937 in einem kleinen Verlag in Litauen, alle späteren dann schon im Exil.
Kennzeichnend für Rannits „erudierte und intellektuelle“ Dichtung ist eine starke Konzentrierung auf die Form, auch wenn er aufgrund seiner Herkunft und seiner Vorliebe für den so genannten „ungenauen Reim“ mit Valmar Adams verglichen worden ist. Das steht jedoch nicht im Widerspruch zu der Schwerpunktsetzung auf Rhythmus und Harmonie, selbst hat sich Rannit einmal als „Formwahnsinnigen“ und als Anhänger der poésie pure mit Paul Valéry als einen seiner „großen Lehrmeister“ bezeichnet. In einer Rezension wurde seinen Gedichten ein „linearquantitatives Metrum“, das aus Assonanzen und Alliterationen besteht, sich aber nicht reimen darf.
Inhaltlich bezieht sich der Dichter oft auf die bildende Kunst und Musik, indem er Motive hieraus als Ausgangspunkt nimmt. Allein Eduard Wiiralt, mit dem er persönlich befreundet war, hat er nahezu zwanzig Gedichte gewidmet.
Rannit hat Essays und Studien zur estnischen Literatur (unter anderem zu Marie Under) und zu etlichen ausländischen Dichtern (z. B. Anna Achmatova, Friedrich Hölderlin) verfasst.

## Auszeichnungen
- 1973 Visnapuu-Preis

## Bibliografie
- Akna raamistuses ('Im Fensterrahmen'). Kaunas: Sakalas 1937. 87 S.
- Käesurve ('Händedruck'). Lübeck: Lowland väljaanne 1945. 52 S.
- Suletud avarust ('Geschlossene Weite'). Lund: Eesti Kirjanike Kooperatiiv 1956. 93 S.
- Kuiv hiilgus ('Trockener Glanz'). Lund: Eesti Kirjanike Kooperatiiv 1963. 61 S.
- Meri ('Das Meer'). Lund: Eesti Kirjanike Kooperatiiv 1964. 6 Bögen.
- Kaljud ('Felsen'). Lund: Eesti Kirjanike Kooperatiiv 1969. 57 S.
- Sõrmus ('Der Ring'). Lund: Eesti Kirjanike Kooperatiiv 1972. 43 S.
- Helikeeli ('Klangstimmen'). Lund: Eesti Kirjanike Kooperatiiv 1982. 91 S.
- Valimik luuletusi 1932 1982. A Selection of Verse 1932 1982. Viktor Kõressaare ja Ants Orase arvustuslike järelsõnadega – With critical epilogues by Viktor Kõressaar and Ants Oras. New York: Eesti Teaduslik Ühing Ameerika Ühendriikides / Estonian Learned Society in America 1985. 181 S.
- Nii näen sind ikka ('So sehe ich dich immer'). Valik ja saatesõna: Ain Kaalep. Tartu: Ilmamaa 1994. 95 S.

## Übersetzungen ins Deutsche
- Verse an Wiiralt und an das geklärte Gleichnis. Aus dem Estnischen übertragen von Ants Oras (sowie Erich Müller-Kamp und Konrad Veem). Baden-Baden: Woldemar Klein Verlag 1960. 33 S.[10]

Einige der hierin enthaltenen Gedichte sind später in Anthologien und Zeitschriften erneut abgedruckt worden. Außerdem ist in der Anthologie Acht estnische Dichter eine Auswahl von Rannits Gedichten auf Deutsch erschienen.

## Sekundärliteratur
- Aleksander Aspel: Aleksis Ranniti viiekümnendaks sünnipäevaks, in: Mana 1–2/1965, S. 76–77.
- Asta Willmann: Aleksis Ranniti luule elamuslikkusest, in: Mana 30 (2–3/1966), S. 50–54.
- Ivar Grünthal: Kolmnekordne Rannit, in: Mana 30 (2–3/1966), S. 55–57.
- Viktor Terras: Aleksis Rannit. Lühimonograafia. Lund: Eesti Kirjanike Kooperatiiv 1975. 82 S.
- Robert von Berg: Auf der Suche nach einer künstlerischen Weltsprache. Gespräch mit dem estnischen Dichter Aleksis Rannit, in: Süddeutsche Zeitung, 1./2. Oktober 1977.
- Felix Oinas: Kuidas kirjanikud kirjutavad. 17. Aleksis Rannit, in: Tulimuld 3/1985, S. 136–137.
- Robert von Berg: Ein appollinischer [sic] Mensch. Zum Tod des estnischen Dichters Aleksis Rannit, in: Süddeutsche Zeitung, 2./3. Februar 1985, S. 15.